# Aphanotrigonum occultivirgatum
Aphanotrigonum occultivirgatum är en tvåvingeart som beskrevs av Kanmiya 1983. Aphanotrigonum occultivirgatum ingår i släktet Aphanotrigonum och familjen fritflugor. Inga underarter finns listade i Catalogue of Life.